# Ayo Akinola
Grant Jesus-Sultan-Akinola Ogundimu (Detroit, 20 gennaio 2000) è un calciatore statunitense naturalizzato canadese, attaccante del Wil.

## Caratteristiche tecniche
È un centravanti forte fisicamente e dotato di una buona velocità.

## Carriera

### Club

#### Toronto
Akinola ha fatto il proprio debutto con il Toronto FC II il 15 giugno 2016, subentrando a Shaan Hundal in una gara pareggiata per 1-1 contro il Montréal Impact. L'11 luglio mette a segno la sua prima doppietta da professionista ai danni degli Harrisburg City Islanders, grazie alla quale verrà nominato miglior giocatore della settimana.
Il 18 dicembre 2017 il giocatore firma il suo primo contratto professionistico con la prima squadra, divenendo ufficialmente il quindicesimo giocatore a firmare dall'accademia del club. Il 17 marzo 2019 mette a segno la sua prima rete in assoluto in MLS nella gara di apertura del campionato contro il New England Revolution. Il 17 luglio 2020 durante il Canadian Classique contro il Montréal Impact realizza la prima tripletta della carriera risultando determinante per la vittoria finale di Toronto (3-4). Tuttavia, a fine stagione il giocatore viene proclamato capocannoniere della squadra assieme al compagno Alejandro Pozuelo, con il quale ha totalizzato lo stesso numero di reti (9). Nel luglio del 2021 il giocatore subisce un infortunio al legamento crociato anteriore mentre era in ritiro con la Nazionale canadese, costringendolo così a saltare quasi per intero la stagione 2021. Nel gennaio 2022 rinnova il proprio contratto fino al 2024 con opzione fino al 2025.

#### Prestito ai S.J. Earthquakes
Il 25 luglio 2023 viene ceduto con la formula del prestito con diritto di riscatto ai San Jose Earthquakes. Debutta con il club californiano esattamente 6 giorni dopo il suo acquisto, in una gara persa in casa contro il Tigres (0-1). Il 21 agosto esordisce in campionato con la nuova maglia in un match contro i Vancouver Whitecaps, terminato per 1-0. Tuttavia, in 8 presenze totali, il giocatore non riesce a convincere l'ambiente, non venendo riscattato dal club una volta terminata la stagione. Dopo essere ritornato dal prestito, il 7 maggio 2024 rescinde ufficialmente il proprio contratto con il Toronto.

### Nazionale
Nel 2018 con la nazionale Under-20 statunitense ha preso parte al Campionato nordamericano Under-20 2018.

## Statistiche

### Cronologia presenze e reti in nazionale
| Cronologia completa delle presenze e delle reti in nazionale ― Stati Uniti | Cronologia completa delle presenze e delle reti in nazionale ― Stati Uniti | Cronologia completa delle presenze e delle reti in nazionale ― Stati Uniti | Cronologia completa delle presenze e delle reti in nazionale ― Stati Uniti | Cronologia completa delle presenze e delle reti in nazionale ― Stati Uniti | Cronologia completa delle presenze e delle reti in nazionale ― Stati Uniti | Cronologia completa delle presenze e delle reti in nazionale ― Stati Uniti | Cronologia completa delle presenze e delle reti in nazionale ― Stati Uniti |
| Data                                                                       | Città                                                                      | In casa                                                                    | Risultato                                                                  | Ospiti                                                                     | Competizione                                                               | Reti                                                                       | Note                                                                       |
| -------------------------------------------------------------------------- | -------------------------------------------------------------------------- | -------------------------------------------------------------------------- | -------------------------------------------------------------------------- | -------------------------------------------------------------------------- | -------------------------------------------------------------------------- | -------------------------------------------------------------------------- | -------------------------------------------------------------------------- |
| 9-12-2020                                                                  | Miami                                                                      | Stati Uniti                                                                | 6 – 0                                                                      | El Salvador                                                                | Amichevole                                                                 | 1                                                                          | 73’                                                                        |
| Totale                                                                     |                                                                            | Presenze                                                                   | 1                                                                          |                                                                            | Reti                                                                       | 1                                                                          |                                                                            |

| Cronologia completa delle presenze e delle reti in nazionale ― Canada | Cronologia completa delle presenze e delle reti in nazionale ― Canada | Cronologia completa delle presenze e delle reti in nazionale ― Canada | Cronologia completa delle presenze e delle reti in nazionale ― Canada | Cronologia completa delle presenze e delle reti in nazionale ― Canada | Cronologia completa delle presenze e delle reti in nazionale ― Canada | Cronologia completa delle presenze e delle reti in nazionale ― Canada | Cronologia completa delle presenze e delle reti in nazionale ― Canada |
| Data                                                                  | Città                                                                 | In casa                                                               | Risultato                                                             | Ospiti                                                                | Competizione                                                          | Reti                                                                  | Note                                                                  |
| --------------------------------------------------------------------- | --------------------------------------------------------------------- | --------------------------------------------------------------------- | --------------------------------------------------------------------- | --------------------------------------------------------------------- | --------------------------------------------------------------------- | --------------------------------------------------------------------- | --------------------------------------------------------------------- |
| 15-7-2021                                                             | Kansas City                                                           | Canada                                                                | 4 – 1                                                                 | Haiti                                                                 | Gold Cup 2021 - 1º turno                                              | -                                                                     | 63’                                                                   |
| 18-7-2021                                                             | Kansas City                                                           | Stati Uniti                                                           | 1 – 0                                                                 | Canada                                                                | Gold Cup 2021 - 1º turno                                              | -                                                                     | 24’                                                                   |
| 11-11-2022                                                            | Manama                                                                | Bahrein                                                               | 2 – 2                                                                 | Canada                                                                | Amichevole                                                            | -                                                                     | 70’                                                                   |
| 29-3-2023                                                             | Toronto                                                               | Canada                                                                | 4 – 1                                                                 | Honduras                                                              | UEFA Nations League 2022-2023                                         | -                                                                     | 76’                                                                   |
| Totale                                                                |                                                                       | Presenze                                                              | 4                                                                     |                                                                       | Reti                                                                  | 0                                                                     |                                                                       |

## Palmarès

### Competizioni nazionali
- Canadian Championship: 1

Toronto FC: 2020